# Smog-Katastrophe in London 1952

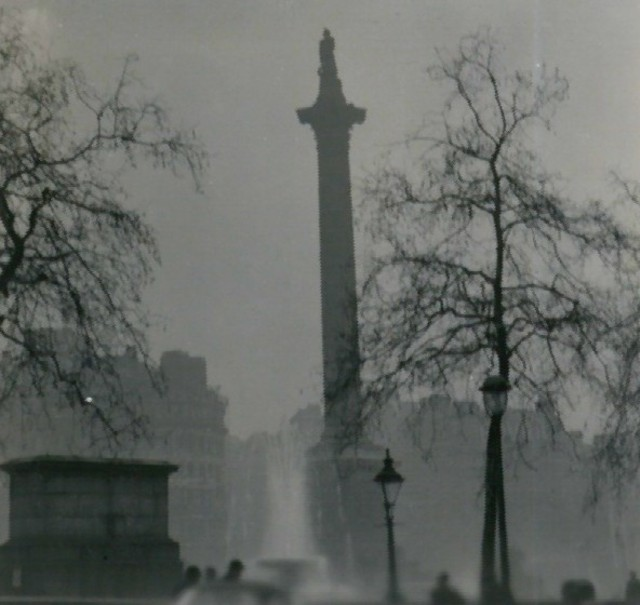
Nelsonsäule in London (1952)

Die große Smog-Katastrophe (englisch The Great Smog) in London war eine Umweltkatastrophe, die sich vom 5. bis 9. Dezember 1952 ereignete. Eine kalte Wetterperiode in Verbindung mit einem Hochdruckgebiet und windstillen Verhältnissen führte dazu, dass sich Luftschadstoffe, die vor allem aus der Kohleverbrennung stammten, zu einer dicken Smogschicht in der Stadt bildeten. Wegen extremer Luftverschmutzung bekamen zehntausende Menschen Atemprobleme, an denen Tausende starben. Schon zuvor gab es Smog-Ereignisse in London, von denen jedoch keines auch nur annähernd die Ausmaße der Katastrophe von 1952 erreichte.

## Luftverschmutzung in London
London war von 1825 bis 1925 die Stadt mit den weltweit meisten Einwohnern. Das führte schon früh zu großen Umweltproblemen. Eines davon war die Emission von schwefeldioxidhaltigem Rauch durch die weit verbreiteten Kohle-Heizungen. Schon seit dem 13. Jahrhundert hatte es in London möglicherweise Smog gegeben. Diese Art des Smogs bezeichnet man als Wintersmog (Inversionswetterlage mit Schadstoffen im Kaltluftbereich). Man sprach früher im deutschsprachigen Raum auch von einer Nebelkatastrophe.
Dies führte auch schon vor der Katastrophe von 1952 immer wieder zu extremen Smog-Ereignissen, so am 27. Dezember 1813, vom 7. bis 13. Dezember 1873, im Januar 1880, im Februar 1882, im Dezember 1891, im Dezember 1904 und im November 1948. Bei jedem dieser Ereignisse stieg die Anzahl der Toten pro Tag in London signifikant an. Bis zur Katastrophe von 1952 nannten die Londoner diesen Smog verharmlosend pea-souper (etwa „Erbsensuppen-Nebel“). Das Vorkommen teerartiger Rußpartikel verlieh dem Smog seine grünlich-gelbe Farbe, daher auch der Spitzname Erbsensuppe (pea-soup). 
Der französische Impressionist Claude Monet besuchte um 1900 die Stadt London mehrmals, um Wintersmog zu malen. Dabei fiel ihm die Vielfalt der Farben auf: Schwarz, Braun, Orange, Gelb, Violett und Grau. Er war fasziniert davon, wie das Sonnenlicht auf die Schmutzpartikel wirkte.
Am 16. Dezember 1873 schrieb die österreichische Zeitung Die Presse, London sei „in einen solchen Nebel gehüllt, wie ihn unsere Generation noch nicht gesehen hat“. Bereits einige Tage vorher hatte das Blatt gemeldet:

„Ueber London lagerte am 9. fast den ganzen Tag hindurch ein pechschwarzer Nebel, wohl der dichteste dieser Saison. Der Tag war buchstäblich in finstere Nacht verwandelt; der ganze Verkehr der Riesenstadt stockte. Die Eisenbahnzüge verspäteten sich und die Themsedampfer mußten ihre Thätigkeit einstellen.“

Bei der Smog-Katastrophe im Dezember 1904 soll es sich um die schlimmste seit 15 Jahren gehandelt haben. Das Königspaar wollte auf seinen Landsitz flüchten, konnte jedoch angesichts der geringen Sichtweite von 5–6 Meter nicht einmal mit der Kutsche zum Bahnhof fahren und musste daher in London bleiben. Es gab Arbeitsausfälle, Einnahmeverluste im Nahverkehr und bei Droschkenkutschern, Mehrkosten entstanden durch die am Tage erforderliche Straßenbeleuchtung sowie durch den Einsatz von 18.000 zusätzlichen Polizeibeamten, die nach London abkommandiert werden mussten, weil es zu einer enormen Zunahme von Diebstählen und Überfällen kam. Der Eisenbahnverkehr musste unterbrochen werden, Arbeitnehmer kamen nicht zu ihrem Arbeitsplatz, und Gerichtstermine fielen aus.

## Vor der Katastrophe
Der Verkehr in London hatte nach dem Zweiten Weltkrieg stark zugenommen. Ebenso konnten sich die Menschen wieder Kohle für ihre Kamine und Öfen leisten. Zudem waren im öffentlichen Personennahverkehr die bis dahin elektrisch betriebenen Fahrzeuge der Straßenbahn in London kurz vorher endgültig durch Omnibusse mit Verbrennungsmotoren ersetzt worden. So nahm die Luftverschmutzung in London auch durch den Personenverkehr immer schlimmere Ausmaße an. Im Dezember 1952 stellte sich im Bereich einer Hochdruckzone im Süden von England eine Inversionswetterlage ein. Am Boden strömte kalte Luft nach London, während die Luft in größerer Höhe wärmer war. Aufgrund der Kälte heizten die Londoner kräftig ein und so strömten aus den Schornsteinen große Mengen an Kohlenrauch.  Während hochwertigere Steinkohle exportiert wurde, um die Schulden des Zweiten Weltkriegs zu begleichen, wurde in der Nachkriegszeit im Inland eher eine relativ minderwertige Kohle (bspw. Braunkohle) verfeuert, die den Schwefeldioxidgehalt im Rauch erhöhte. Außerdem gab es im Großraum London zahlreiche kohlebefeuerte Elektrizitätswerke und Fabriken, die alle zur Verschmutzung beitrugen. Die Schadstoffe konnten aufgrund der Inversionswetterlage nicht entweichen.
Am Morgen des 5. Dezember 1952 war die Luft in London noch klar. Die feuchte Luft kühlte sich allmählich bis auf den Kondensationspunkt ab und erste Nebelschwaden entstanden.

## Verlauf der Katastrophe
Am Abend des 5. Dezember 1952 verdichtete sich plötzlich der Nebel, die Sichtweite ging auf wenige Meter zurück. In der Nacht und in den folgenden Tagen war es sogar für Fußgänger unmöglich, sich zurechtzufinden. Viele sonst ortskundige Menschen verirrten sich. Autofahren war unmöglich, selbst wenn jemand mit einer Lampe dem Auto voranging. Viele Menschen ließen einfach ihre Autos stehen und versuchten, sich zu Fuß durchzuschlagen. Der Smog wurde so dicht, dass die Sicht fast auf „Null“ zurückging. Augenzeugen berichten, dass Menschen, die an sich herab blickten, alles, was unterhalb ihrer Taille war, nicht sehen konnten, und wenn sie die Arme ausstreckten, verbarg der Smog ihre Hände. Nachts verschlimmerte sich die Situation, da jede Straßenlaterne mit einer Glühlampe ausgestattet war, die kein durchdringendes Licht auf den Bürgersteig warf, so dass die Fußgänger weder ihre Füße noch einen Laternenpfahl sehen konnten. Nebeldurchlässige Leuchtstofflampen kamen erst in den 1950er Jahren auf den Markt. Die Sichtweite betrug örtlich kaum einen Fuß (30 cm). Zeitweise konnte man den Weg nur finden, indem man sich an Wänden entlangtastete.
Der Smog drang auch in die Gebäude ein, so dass Kino- und Theatervorführungen abgesagt werden mussten, weil Leinwände oder Bühnen aus dem Zuschauerraum nicht mehr zu sehen waren. Andererseits hätten aber auch die Menschen den Weg dorthin nicht mehr gefunden. Auch Veranstaltungen im Freien wurden abgesagt.
Immer mehr Menschen mit schweren Atemwegsproblemen fanden sich in den Notaufnahmen der Kliniken ein, die überlastet waren. Es wurde berichtet, dass der Smog auch in den Notaufnahmen so dicht war, dass man nicht von einer Wand bis zur anderen sehen konnte. Wenn man sich nur kurz im Freien aufgehalten hatte, war man schon mit Ruß bedeckt und musste mit Hustenanfällen rechnen. Die Busse verkehrten entweder gar nicht mehr oder verfuhren sich, und das selbst dann, wenn der Schaffner zu Fuß den Bus zu führen versuchte. Der öffentliche Verkehr wurde mit Ausnahme der Londoner U-Bahn eingestellt. Der Smog hob sich erst wieder am 9. Dezember 1952.
Nach Angaben des britischen Met Office wurden während des Smogs jeden Tag folgende Schadstoffe ausgestoßen: 1.000 Tonnen Rauchpartikel, 140 Tonnen Salzsäure, 14 Tonnen Fluorverbindungen und 370 Tonnen Schwefeldioxid, das möglicherweise in 800 Tonnen Schwefelsäure umgewandelt wurde.

## Folgen
Als der Nebel sich gelichtet hatte, wurde Bilanz gezogen. Es stellte sich heraus, dass sich in den Tagen des extremen Smogs die Todeszahl in London nahezu verdreifacht hatte. Die Todeszahlen der Altersgruppe der zwischen 55- und 65-Jährigen stiegen um 142 Prozent, die der 65- bis 75-Jährigen um 235 Prozent. Die maximale SO2-Konzentration betrug 3,82 Milligramm pro Kubikmeter Luft. Insgesamt starben nach verschiedenen Berechnungen zwischen 4.000 und 12.000 Menschen an den Folgen des Smogs. Vor allem waren Babys, Kleinkinder und ältere Menschen betroffen sowie Personen, die bereits vorher mit Atemwegs- und Herzerkrankungen zu kämpfen hatten. Langfristig wiesen Personen, die während des Smogs Föten oder Säuglinge waren, eine niedrigere Intelligenz und eine schlechtere Gesundheit ihrer Atemwege auf als ihre Altersgenossen.
Als Folge der Smog-Katastrophe wurde der Clean Air Act 1956 beschlossen, ein Bündel von Maßnahmen zur Bekämpfung der Luftverschmutzung in London. Vor allem wurde die Zahl der offenen Kamine drastisch reduziert. Die Umsetzung erfolgte jedoch zu langsam, weswegen es im Jahr 1962 zu einem weiteren, weniger gefährlichen Smog kam. Daraufhin wurden ab 1968 weitere Maßnahmen beschlossen.

## Popkulturelle Erwähnungen und Rezeption
Die große Smog-Katastrophe ist das zentrale Thema in der Folge Naturereignis  der Netflix-Serie The Crown (4. Folge der ersten Staffel).

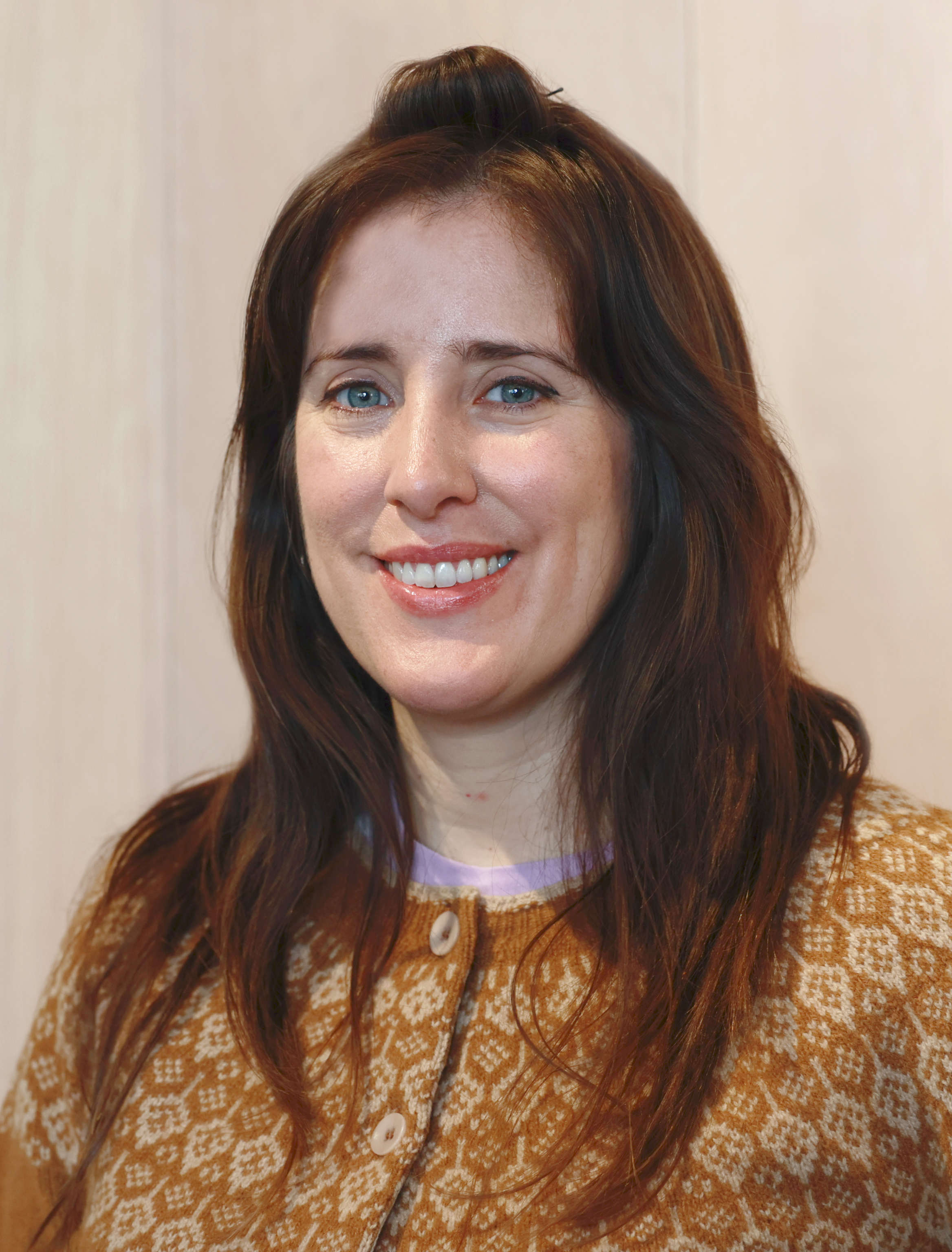
Regisseurin Natalie Cubides-Brady, 2023

Die Regisseurin Natalie Cubides-Brady drehte den britischen Kurzfilm The Veiled City, der am 19. Februar 2023 auf der Berlinale seine Weltpremiere in der Sektion Berlinale Shorts feierte. Historische Filmaufnahmen aus dem Jahr 1952 wurden in diesem Film zu einer unheimlichen Collage zusammengefügt, die als Zukunftsvision fungiert.